# ایل‌راه
به مسیر کوچ ایل‌ها و عشایر، ایل‌راه گفته می‌شود.
ایل‌راه‌ها محورهای ارتباطی میان ییلاق و قشلاق عشایر است و به فراخور شرایط طبیعی هر منطقه شاید از یک یا چند گله‌گاه نیز عبور کند.
کوچندگان معمولاً در مسیر ایل‌راه با گروهی از ایلیاتی‌ها و روستائیان همسایه ارتباط و دادوستد برقرار می‌کنند. دام‌ها در هر کوچ، در جریان پیمایش ایل‌راه‌ها بخشی از وزن خودرا از دست می‌دهند.

## ایل‌راه‌های ایران

### ایلات چهارمحال و بختیاری
هر ایل ممکن است در فصل کوچ، از چندین ایل‌راه برای رسیدن به مقصد خود استفاده کند. برای نمونه، عشایر چهارمحال و بختیاری برای کوچ خود از پنج ایل‌راه اصلی عبور می‌کنند تا به خوزستان برسند. در قدیم هر یک از شاخه‌های هفت‌لنگ و چهارلنگ بختیاری ایل‌راه مشخص و معینی داشتند. طولانی‌ترین ایل‌راه طایفه بختیاری حدود چهارصد کیلومتر است که از چناررود در سرحد آغاز می‌شود و به سردشت گرمسیری می‌رسد. ایل‌راه پلکانی در کوهرنگ از ایل‌راه‌های دیدنی ایران است.

### ایلات خراسان شمالی
ایل‌راه‌های خراسان شمالی از سه ایل‌راه اصلی تشکیل شده‌است: ایل‌راه شمالی مسیر شمال شهرستان‌های قوچان، فاروج، شیروان، گیفان، راز و جرگلان و مراوه‌تپه است. ایل‌راه میانی از قوچان تا مانه و سملقان در اطراف رودخانه اترک و کالیمانی و مراوه‌تپه است.. ایل‌راه جنوبی در مسیر جنوب شهرستان‌های قوچان، فاروج، شیروان، اسفراین، جنوب بجنورد، قوره‌میدان و مراوه‌تپه قرار دارد.

### ایلات فارس
ایل راه‌ها در استان فارس مسیری شمال به جنوب دارند و توسط باصری‌ها ، قشقایی‌ها و سایر ایلات استفاده می‌شوند که طولانی‌ترین آن‌ها مربوط به ایل باصری است.